# Eclipse lunar de 6 de setembro de 1998
| Eclipse Lunar Penumbral 6 de setembro de 1998 | Eclipse Lunar Penumbral 6 de setembro de 1998 |
| --- | --------------------------------------------- |
| A Lua cruza a região sul da zona de penumbra da Terra, de oeste para leste (da direita para a esquerda), com boa parte do disco lunar coberto pela penumbra da Terra. |                                               |
| Gamma | -1,1057                                       |
| Saros (e membro) | 147 (8 de 71)                                 |
| Sequência de eclipses lunares |                                               |
| Anterior | 8 de agosto de 1998                           |
| Próximo | 31 de janeiro de 1999                         |
| Duração (hr:mn:sc) |                                               |
| Penumbral | 3:47:46                                       |
| Fases e Horários do Eclipse (UTC) |                                               |
| P1 | 9:16:16                                       |
| Máximo | 11:10:07                                      |
| P4 | 13:04:02                                      |

O eclipse lunar de 6 de setembro de 1998 foi um eclipse penumbral, o terceiro e último de três eclipses penumbrais do ano. Teve magnitude penumbral de 0,8121 e umbral de -0,1544. Teve duração total de quase 228 minutos.
A Lua cruzou a região sul da penumbra da Terra, em nodo descendente, dentro da constelação de Aquário, próximo da fronteira com a constelação de Peixes.
A faixa penumbral da Terra cobriu grande parte do disco lunar, em cerca de 80% da superfície, fazendo com que a Lua perdesse um pouco do seu brilho normal, além de deixar suavemente mais escuro sua extremidade norte, mais próxima da região da umbra. Somente a parte sul estava fora da região eclipsada.

## Série Saros
Eclipse pertencente ao ciclo lunar Saros de série 147, sendo membro de número 8, com total de 71 eclipses da série. O último eclipse da série foi o eclipse penumbral de 26 de agosto de 1980, e o próximo será com o eclipse penumbral de 16 de setembro de 2016.

## Visibilidade
Foi visível sobre o Pacífico, Austrália, Nova Zelândia, leste da Ásia, e em boa parte da Antártida e das Américas.
| Região do planeta onde o eclipse foi visível durante o máximo da totalidade - 11:10 UTC. A região central do Pacífico obteve a melhor observação do meio do eclipse, de onde foi visível à meia-noite. |
| Mapa de visibilidade do eclipse |